# Lahaymeix
 Lahaymeix  es una población y comuna francesa, en la región de Lorena, departamento de Mosa, en el distrito de Commercy y cantón de Pierrefitte-sur-Aire.

## Demografía
| 108 | 90 | 70 | 70 | 72 | 78 |
| Para los censos de 1962 a 1999 la población legal corresponde a la población sin duplicidades (Fuente: INSEE [Consultar]) |    |    |    |    |    |